# Royn Hvalba

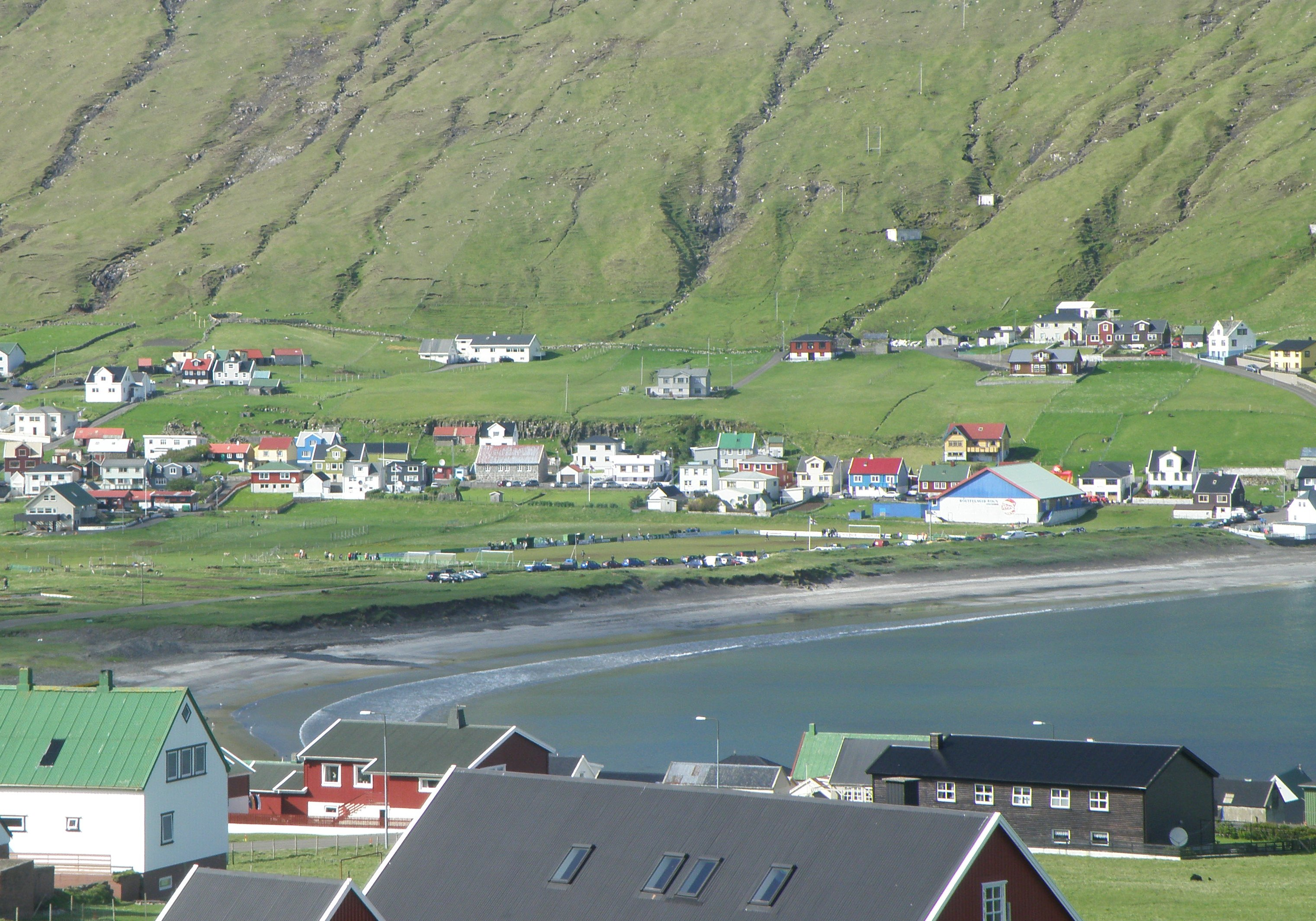
Hvalba, Sân bóng đá Á Skørinum và sảnh thể thao Royn.

Royn Hvalba hay Bóltfelagið Royn hay gọi tắt Royn là một hiệp hội thể thao và bóng đá đến từ Hvalba ở Suðuroy, thành lập ngày 23 tháng 10 năm 1923. Chủ tịch của Royn Hvalba là Gunnhild Mortensen. Huấn luyện viên là Eyðun Gullok Svalbard. Royn có một đội bóng ở giải hạng nhì Quần đảo Faroe (2. deild). Royn cũng có đội bóng dành cho các bé trai và bé gái, năm 2012, họ có một đội bóng U12-nữ, U8-nam và U10-nam. Royn và TB Tvøroyri bây giờ có huấn luyện viên mới cho tất cả các đội trẻ của hai câu lạc bộ. Nam trên 35 tuổi cũng có một đội bóng. Trước đó nữ cũng có một đội. Royn là một trong ba hiệp hội bóng đá ở đảo Suðuroy. Hai câu lạc bộ khác là FC Suðuroy đến từ Vágur và TB Tvøroyri đến từ Tvøroyri. Royn Hvalba chơi trên sân nhà tại sân bóng đá ở Hvalba, là một sân cỏ tự nhiên.

## Danh hiệu
- 1. deild: 1
  - 1946
- 2. deild: 2
  - 1996, 2003
- 3. deild: 1
  - 2014

## Đội hình hiện tại
Tính đến 28 tháng 5 năm 2015.
Ghi chú: Quốc kỳ chỉ đội tuyển quốc gia được xác định rõ trong điều lệ tư cách FIFA. Các cầu thủ có thể giữ hơn một quốc tịch ngoài FIFA.
| Số | VT | Quốc gia       | Cầu thủ                  |
| -- | -- | -------------- | ------------------------ |
| 1  | TM | Quần đảo Faroe | Joán Hammer              |
| 3  | TV | Quần đảo Faroe | Jón Sigurð Poulsen       |
| 4  | HV | Quần đảo Faroe | Kristian Bertholdsen     |
| 5  | TV | Quần đảo Faroe | Teitur Midjord           |
| 6  | HV | Quần đảo Faroe | Tórður Arnfinnur Thomsen |
| 7  | TV | Quần đảo Faroe | Joán Petur Johansen      |
| 8  | HV | Quần đảo Faroe | Kristin Oluf Müller      |
| 9  | TV | Quần đảo Faroe | Brandur Mortensen        |

| Số | VT | Quốc gia       | Cầu thủ                 |
| -- | -- | -------------- | ----------------------- |
| 10 | TV | Quần đảo Faroe | Signar H. Olsen         |
| 11 | TĐ | Quần đảo Faroe | Chris H. Craib          |
| 13 | TV | Quần đảo Faroe | Marner Gudmundsen       |
| 14 | HV | Quần đảo Faroe | Benjamin M. Midjord     |
| 15 | TĐ | Quần đảo Faroe | Bjørgvin Sveinbjørnsson |
| 16 | TM | Quần đảo Faroe | Kim Mortensen           |
| 17 | HV | Quần đảo Faroe | Janus Midjord           |
| 19 | HV | Quần đảo Faroe | Jón Thomsen             |
| 20 | TV | Quần đảo Faroe | Tórolv H. Craib         |